# Coupe d'Afrique des nations féminine des moins de 17 ans
La Coupe d'Afrique des nations féminine des moins de 17 ans est une compétition réservée aux sélections nationales reconnues par la Confédération africaine de football (CAF) dans la catégorie d'âge de 17 à 19 ans. Elle est organisée par la CAF depuis 2008. La compétition sert également de tournoi qualificatif pour désigner les sélections africaines participant à la Coupe du monde de football féminin des moins de 17 ans.

## Palmarès
L'édition 2008 est la seule sacrant une équipe championne d'Afrique. Les éditions suivantes offrent des qualifications pour la Coupe du monde.
| Édition | Année | Champion                                    | Vice-champion                               | Troisième                                   |
| ------- | ----- | ------------------------------------------- | ------------------------------------------- | ------------------------------------------- |
| 1re     | 2008  | Nigeria                                     | Ghana                                       | Cameroun                                    |
| Édition | Année | Qualifiés pour la Coupe du monde            | Qualifiés pour la Coupe du monde            | Vainqueur du barrage                        |
| 2e      | 2010  | Ghana et Nigeria                            | Ghana et Nigeria                            | Afrique du Sud                              |
| 3e      | 2012  | Gambie, Ghana et Nigeria                    | Gambie, Ghana et Nigeria                    | Pas de barrage                              |
| 4e      | 2013  | Ghana, Nigeria et Zambie                    | Ghana, Nigeria et Zambie                    | Pas de barrage                              |
| 5e      | 2016  | Ghana, Nigeria et Cameroun                  | Ghana, Nigeria et Cameroun                  | Pas de barrage                              |
| 6e      | 2018  | Ghana, Afrique du Sud et Cameroun           | Ghana, Afrique du Sud et Cameroun           | Pas de barrage                              |
| -       | 2020  | Annulé en raison de la pandémie de Covid-19 | Annulé en raison de la pandémie de Covid-19 | Annulé en raison de la pandémie de Covid-19 |
| 7e      | 2022  | Tanzanie, Nigeria et Maroc                  | Tanzanie, Nigeria et Maroc                  | Pas de barrage                              |
| 8e      | 2024  | Kenya, Nigeria et Zambie                    | Kenya, Nigeria et Zambie                    | Pas de barrage                              |
| 9e      | 2025  | Cameroun, Côte d'Ivoire, Nigeria et Zambie  | Cameroun, Côte d'Ivoire, Nigeria et Zambie  | Pas de barrage                              |